# Kurt Kruge
 (mai 2023).
Si vous disposez d'ouvrages ou d'articles de référence ou si vous connaissez des sites web de qualité traitant du thème abordé ici, merci de compléter l'article en donnant les références utiles à sa vérifiabilité et en les liant à la section « Notes et références ».
Konrad Kurt Kruge (né le 20 mars 1857 au manoir d'Auhof, arrondissement de Braunsberg et mort le 29 août 1926 à Goslar) est un lieutenant général prussien.

## Biographie
À l'âge de dix ans, il s'engage dans le corps des cadets à Wahlstatt le 1er mai 1867 et passa à l'école des cadets de Berlin. En tant que portepee-enseigne, il est affecté le 23 avril 1874 au 18e régiment d'infanterie (de) de l'armée prussienne à Glatz et est promu sous-lieutenant le 12 novembre 1874. En tant que tel, il est affecté au lycée militaire à partir de 1877 et les années suivantes, du 1er octobre au 28 février. À partir de 1878, il y est professeur auxiliaire. Après le retour de Kruge en 1880, il est affecté le 16 novembre 1880 à l'école principale des cadets en tant qu'éducateur. Il y enseigne la gymnastique et le dessin à partir du 2 avril 1881. Par ordre du 17 mars 1883, il redevient éducateur à partir du 1er avril. Avec sa promotion au grade de premier-lieutenant le 12 juillet 1884, il est mis à la suite de son régiment. Il est dispensé de son commandement à l'école principale de cadets le 1er mai 1885 et réintégré dans son régiment. Dès le 16 septembre 1885, il est à nouveau commandé comme éducateur à l'école principale de cadets et le 11 mars 1886, il est mis à la suite de son régiment et 14 jours plus tard, il est transféré dans le corps des cadets.
Transféré à la 8e compagnie du 118e régiment d'infanterie (de) à Worms le 1er avril 1888. Sous la promotion de capitaine, Kruge est nommé le 24 mars 1890 à la suite du régiment comme chef de la 4e compagnie à l'école des sous-officiers de Potsdam. Lors de sa mutation au 13e régiment d'infanterie à Münster, il est nommé chef de la 12e compagnie le 18 août 1894. En tant que tel, il participe du 27 juillet au 7 août 1897 à un voyage d'entraînement de l'état-major général du 7e corps d'armée.
Avec sa promotion au grade de major le 13 septembre 1899, il est agrégé au 163e régiment d'infanterie (de) à Neumünster en tant qu'officier d'état- major et major surnuméraire. Kruge est nommé commandant du 3e bataillon du 31e régiment d'infanterie à Altona le 18 octobre 1900. Le 22 avril 1905, Kruge est nommé officier supérieur du 9e bataillon de chasseurs à pied (de) à Ratzebourg, et donc commandant de ce bataillon. Il est promu lieutenant-colonel le 10 avril 1906. Kruge est promu colonel le 24 mars 1909 et nommé commandant du 47e régiment d'infanterie à Posen. Le roi bavarois Louis III, qui est le chef de ce régiment, décerne à Kruge la croix d'honneur de l'ordre du Mérite de Saint-Michel ainsi que la croix d'officier de l'ordre du Mérite militaire en 1911. Le 22 avril 1912, Kruge est chargé de diriger la 71e brigade d'infanterie à Dantzig avec le grade et les prérogatives d'un commandant de brigade. Promu au grade de général de division, il en devient le commandant titulaire le 2 mai 1912.
Lors de la mobilisation à l'occasion du déclenchement de la Première Guerre mondiale, il reçoit le commandement de la 36e division de réserve, qui est engagée auprès de la 8e armée sous les ordres du général Prittwitz und Gaffron sur le front de l'Est. Kruge commande sa grande unité dans les batailles de Gawaiten-Gumbinnen, Tannenberg, sur les lacs de Mazurie et à Göritten (de). Jusqu'au 14 septembre 1914, il a reçu les deux classes de la croix de fer pour ses exploits. Kruge prend Insterbourg et est impliqué dans la guerre des tranchées à Wirballen avant que sa division ne rejoigne la 9e armée sous les ordres de Mackensen. Il commande sa division dans les batailles de Włocławek, Łódź, Łowicz-Sanniki, Humin et Wola Szydłowiecka.
Sa division est rattachée au groupe d'armées "Gallwitz" le 15 février 1915 et participe aux combats dans les tranchées à Ślubowo, au nord de Przasnysz et à Jednorożec. Subordonnée au groupe "Lauenstein" depuis le 2 mai, elle participe aux batailles de Rossienie avant de progresser vers la Lituanie et la Courlande. À la mi-mai 1915, sa division à l'armée du Niémen. Kruge, qui a été promu lieutenant-général le 18 juin 1915, participe avec sa division aux batailles de Schaulen, Schimanzy-Ponedei et Dünaburg. Au cours de cette dernière, sa division est placée sous les ordres de la détachement d'armée "Scholtz". Au bout de quatre semaines, la grande unité rejoint à nouveau l'armée du Niémen, qui doit redevenir la 8e armée à partir du 30 décembre 1915. S'ensuivent la bataille de Kekkau et la guerre des tranchées devant Riga. Sa division est affectée à l'armée du Sud à partir du 18 septembre 1915 et combat à la fin de l'offensive Broussilov lors de la bataille de Brzezany et de la troisième bataille de Narajowka et Zlota Lipa.
Le 22 décembre 1916, Kruge fut nommé commandant de la 22e division d'infanterie qui combatt dans le groupe d'armées von Linsingen. Avec elle, il combat dans les tranchées du haut Styr jusqu'à Stochod, à l'est de Zloczów, dans la bataille décisive en Galicie orientale et dans les tranchées du Sereth.
Avec l'attribution de l'étoile de l'ordre de l'Aigle rouge de 2e classe avec feuilles de chêne et épées, Kruge est nommé gouverneur de Cologne le 25 août 1917. Le 24 novembre 1917, il est mis à la retraite avec sa pension légale, à la suite de l'approbation de sa demande de départ.
Kruge passe le reste de sa vie à Goslar, où il meurt le 29 août 1926.
Son fils unique, lieutenant au 1er régiment de chasseurs à cheval, est tué au début de la guerre le 21 septembre 1914 en action à Sieradz.

## Travaux
- Beitrag zum Unterricht über Verhaftungen und Waffengebrauch. 1908.